# انتخابات ریاست‌جمهوری افغانستان (۱۳۹۸)
انتخابات ریاست جمهوری ۱۳۹۸ چهارمین انتخابات ریاست‌جمهوری در افغانستان است که در ۶ میزان (مهر) ۱۳۹۸ برگزار شد. در نتیجه نهایی این انتخابات، کمیسیون مستقل انتخابات افغانستان، محمد اشرف غنی را با کسب ۵۰٫۶۴ درصد آراء به عنوان برنده این انتخابات اعلان کرد. اعلان پیروزی محمد اشرف غنی مورد اعتراض تیم ثبات و همگرایی قرار گرفت و این تیم اعلان تشکیل «حکومت همه‌شمول» کرد. تیم دولت ساز به رهبری محمد اشرف غنی و تیم ثبات و همگرایی که خود را برنده این انتخابات می‌دانستند در ۱۹ حوت مراسم تحلیف را برگزار کردند. تاریخ برگزاری این انتخابات چندین بار تغییر کرد. قرار بود که انتخابات ریاست‌جمهوری همزمان با انتخابات مجلس نمایندگان در حوزه ولایت غزنی و انتخابات شوراهای ولایتی افغانستان برگزار شود اما بعدها کمیسیون مستقل انتخابات افغانستان اعلام کرد که فقط قادر به برگزاری انتخابات ریاست‌جمهوری است. برای این انتخابات ۱۴۹ میلیون دلار بودجه تعیین شده‌است. در این انتخابات ۱۸ تن خود را به عنوان نامزد ثبت نام کردند که در روزهای بعد ۵ تن از نامزدها از ادامه حضور در کارزارهای انتخاباتی کنار رفتند و انتخابات با حضور ۱۳ نامزد برگزار شد.

## روند برگزاری

### زمان‌بندی
برنامه زمان‌بندی انتخابات ریاست‌جمهوری ۱۳۹۸ افغانستان به شرح زیر است:
- ۱ تا ۳۰ جدی (دی) ۱۳۹۷: ثبت نام نامزدهای ریاست‌جمهوری
- ۱۶ جدی (دی) ۱۳۹۷: انتشار فهرست ابتدایی نامزدان ریاست‌جمهوری
- ۱۶ دلو (بهمن) ۱۳۹۷ تا ۲ حمل (فروردین) ۱۳۹۸: اعتراض و استیناف‌خواهی راجع به فهرست ابتدایی نامزدان
- ۴ ثور (اردیبهشت) ۱۳۹۸: انتشار فهرست نهایی نامزدان ریاست‌جمهوری
- ۶ اسد (مرداد) ۱۳۹۸ تا ۳ میزان (مهر) ۱۳۹۸: دوره مبارزات انتخاباتی نامزدان انتخابات ریاست‌جمهوری
- ۶ میزان (مهر) ۱۳۹۸: روز انتخابات
- ۶ میزان (مهر) ۱۳۹۸ تا ۷ میزان (مهر) ۱۳۹۸: ثبت شکایات روز رأی‌دهی راجع به انتخابات ریاست‌جمهوری
- ۱ دی (جدی) ۱۳۹۸: اعلان نتایج ابتدایی انتخابات ریاست‌جمهوری.
- ۱ دی (جدی) ۱۳۹۸ تا ۳ دی (جدی) ۱۳۹۸: ثبت اعتراضات راجع به نتایج ابتدایی انتخابات ریاست‌جمهوری.
- ۱۶ عقرب (آبان) ۱۳۹۸: اعلان نتایج نهایی انتخابات ریاست‌جمهوری. به تأخیر افتاد.
- ۲ قوس (آذر) ۱۳۹۸: دور دوم احتمالی انتخابات ریاست‌جمهوری. به تأخیر افتاد.

### نظام انتخاباتی
انتخابات ریاست جمهوری افغانستان در قالب یک نظام انتخاباتی دومرحله‌ای برگزار می‌شود.

## نامزدان

### ثبت نام نامزدان
ثبت‌نام نامزدهای ریاست جمهوری در ۱ جدی/دی ۱۳۹۷ شروع شد و لطیف پدرام نخستین فردی بود که خود را برای انتخابات ریاست‌جمهوری نامزد کرد. طبق قانون انتخابات در افغانستان هر فردی که مسلمان و بدون داشتن تابعیت کشور دیگر و سوء پیشه کیفری و تکمیل سن چهل سال می‌تواند خود را نامزد کند. هر فرد باید دو معاون برای خود معرفی کند. همچنین هر نامزد هنگام ثبت نام باید یک فهرست ۱۰۰ هزاری نفری از ۲۰ ولایت کشور که نامزدی وی را تأیید کند به همراه سپردن ضمانت مالی ۱ میلیون افغانی (۱۳۰ هزار دلاری) را ارائه کند. کمیسیون مستقل انتخابات در ۱۷ دلو/بهمن پرونده تمامی ۱۸ نامزدی که برای انتخابات پیش رو خود را کاندید کرده بودند، تأیید کرد.

### فهرست نامزدها
| نامزد | نامزد             | معاونین                                                      | شعار                 | وعده‌ها | حامیان                                                                                         |
| ----- | ----------------- | ------------------------------------------------------------ | -------------------- | --- | ---------------------------------------------------------------------------------------------- |
|       | احمد ولی مسعود    | فریده مومند (معاون اول) عبداللطیف نظری (معاون دوم)           | وفاق ملی             | - ایجاد پست صدر اعظمی. - از انحصار درآوردن قدرت از ارگ. - تلاش برای بیرون کشیدن افغانستان از بحران و تأمین صلح پایدار. |                                                                                                |
|       | محمد حکیم تورسن   | نادرشاه احمدزی (معاون اول) محمد شفیع قیصاری (معاون دوم)      |                      | - تأمین ۳۰ درصد صلح در افغانستان - محاکمه و اعدام مقامات پیشین و کنونی حکومت. |                                                                                                |
|       | رحمت‌الله نبیل     | مرادعلی مراد (معاون اول) مسعوده جلال (معاون دوم)             | امنیت و عدالت        | - تشکیل کمیسیون مستقل اصلاحات قانون اساسی برای اصلاح قانون اساسی از مجرای همین قانون. - کاهش صلاحیت‌های رئیس‌جمهور. - مبارزه با فساد، تأمین امنیت و برقراری صلح.                                                                           |                                                                                                |
|       | عبداللطیف پدرام   | احسان‌الله حیدری (معاون اول) محمد صادق وردک (معاون دوم)       | آزادی، عدالت و امنیت | - ایجاد نظام فدرالی در افغانستان. - محلی کردن امنیت. - به رسمیت شناختن مرز دیورند. - رسمی کردن همه زبان‌ها در افغانستان. - ایجاد اقتصاد اجتماعی بازار بجای اقتصاد بازار آزاد (سهم داشتن کارگران در سود کارخانه‌ها و تولیدات).              |                                                                                                |
|       | عبدالله عبدالله   | عنایت‌الله بابر فرهمند (معاون اول) اسدالله سعادتی (معاون دوم) | ثبات و هم‌گرایی       | - تغییر ساختار نظام ریاستی به نخست‌وزیری. - تعدیل قانون اساسی از طریق گردهمایی بزرگ (لویه جرگه). | - کریم خلیلی - عبدالرشید دوستم - صلاح‌الدین ربانی - محمد محقق - انور الحق احدی - علی‌احمد عثمانی |
|       | عنایت‌الله حفیظ    | جنت خان فهیم (معاون اول) عبدالجمیل شیرانی (معاون دوم)        | خادمین ملت افغانستان | - تطبیق عدالت. |                                                                                                |
|       | غلام فاروق نجرابی | شریف الله (معاون اول) محمد شریف بابکرخیل (معاون دوم)         |                      | - تأمین صلح از اولویت کاری وی خواهد بود. - ایجاد «نظام جماعت اسلامی». - خارج کردن نیروهای خارجی از افغانستان. |                                                                                                |
|       | فرامرز تمنا       | سید قیاس سعیدی (معاون اول) محمد امین رشادت (معاون دوم)       | تدبیر و توسعه        | - شریک کردن طالبان ایدئولوگ در قدرت و ایجاد شغل و حمایت مالی از طالبان. - اجرای حکم اعدام. - ایجاد نظام سیاسی ریاستی غیر متمرکز. |                                                                                                |
|       | گلبدین حکمتیار    | فضل‌الهادی وزین (معاون اول) حفیظ‌الرحمان نقی (معاون دوم)       |                      | - تغییر اصولی نظام با توجه به قوانین و آراء مردم. - ارائه طرح بدیل قانون اساسی به گردهمایی بزرگ (لویه جرگه). - حمایت از نظام مرکزی. |                                                                                                |
|       | محمداشرف غنی      | امرالله صالح (معاون اول) سرور دانش (معاون دوم)               | دولت‌ساز              | - یک تیم چهار نفره صلاحیت تصمیم‌گیری دارند و کشور را مدیریت خواهند کرد. - آوردن صلح در کشور. - به اتمام رساندن فصل ناتمام تاریخی که اساسش را امان‌الله شاه گذاشته بود. - حفظ نظام جمهوریت (نظام ریاستی متمرکز). - مقابله با زورمندان محلی. | - محمد یوسف غضنفر - صادق مدبر - محمد اکبری - گل‌آغا شیرزی - فاطمه نظری - زلمی رسول              |
|       | محمد شهاب حکیمی   | نورالحبیب حصیر (معاون اول) عبدالعلی سرابی (معاون دوم)        | قانونیت و رفاه       | - تأمین صلح. |                                                                                                |
|       | نورالله جلیلی     | خلیل رومان (معاون اول) چراغعلی چراغ (معاون دوم)              | مادر وطن             | - تلاش برای رسیدن صلح با طالبان. - برگزاری گردهمایی بزرگ مشورتی. - پذیرش تمامی خواسته‌های طالبان. - ایجاد یک میلیون شغل در سال اول دولتش. - افزایش حقوق چندین برابری معلمان.                                                              |                                                                                                |
|       | نور رحمان لیوال   | عبدالهادی ذوالحکمت (معاون اول) محمدنبی ویار (معاون دوم)      | مسئولیت و عدالت      | - تأمین صلح از اولویت کاری وی خواهد بود. - حل بی‌عدالتی، ناامنی و چالش‌های موجود. |                                                                                                |

### نامزدهای انصراف داده
کمیسیون مستقل انتخابات اوراق رأی‌دهی را برای ۱۸ نامزد در سراسر افغانستان توزیع کرد. کمیسیون مستقل انتخابات اعلان کرد افرادی که پس از ضرب‌الاجل تعیین شده از نامزدی در انتخابات انصراف داده‌اند جریمه و آراء آنان شمرده نخواهد شد.
| نامزد | نامزد               | معاونین                                             | انصراف                                                                                                  |
| ----- | ------------------- | --------------------------------------------------- | --- |
|       | زلمی رسول           | عبدالجبار تقوا (معاون اول) غلامعلی وحدت (معاون دوم) | زلمی رسول با انصراف از نامزدی‌اش در انتخابات، از تیم «دولت ساز» به رهبری محمد اشرف غنی اعلام حمایت کرد.  |
|       | محمد حنیف اتمر      | یونس قانونی (معاون اول) محمد محقق (معاون دوم)       | در ۱۷ اسد (مرداد) ۱۳۹۸ تیم صلح و اعتدال اعلام کرد که کمپین‌های انتخاباتی‌اش را به حالت تعلیق درآورده است. |
|       | شیدا محمد ابدالی    | بصیر سالنگی (معاون اول) ذوالفقار امید (معاون دوم)   | شیدا محمد ابدالی از کارزار انتخاباتی کنار رفت و به تیم «دولت ساز» به رهبری محمد اشرف غنی پیوست.         |
|       | محمد ابراهیم الکوزی | خدیجه غزنوی (معاون اول) سید سامع کیانی (معاون دوم)  | به نفع اشرف غنی از ادامه کارزار انتخاباتی انصراف داد و به تیم دولت ساز پیوست.                           |
|       | نورالحق علومی       | بشیر بیژن (معاون اول) نعیم غیور (معاون دوم)         | به نفع اشرف غنی از ادامه کارزار انتخاباتی انصراف داد و به تیم دولت ساز پیوست.                           |

## رقابت‌های انتخاباتی

### احمد ولی مسعود
احمد ولی مسعود در ۱۸ اسد (مرداد) ۱۳۹۸ به گونهٔ رسمی پیکارهای انتخاباتی‌اش را در کابل آغاز کرد. وی رهبران حکومت را ناتوان، فاسد و مستبد خطاب کرد. وی وعده داد که در صورت پیروزی در انتخابات، برای بیرون کشیدن افغانستان از بحران و تأمین صلح پایدار کارهای اساسی خواهد کرد.

### محمد حکیم تورسن
محمد حکیم تورسن در ۳۰ اسد (مرداد) ۱۳۹۸ پیکارهای انتخاباتی‌اش را به صورت رسمی آغاز کرد. وی در اولین گردهمایی خود که در کابل برگزار شده بود، مقام‌های پیشین و کنونی حکومت را فاسد و جنایتکار خطاب کرد و هشدار داد که در صورت پیروزی در انتخابات پیش‌رو، تمامی این افراد را اعدام خواهد کرد.

### شیدا محمد ابدالی
شیدا محمد ابدالی در ۳۰ سنبله (شهریور) ۱۳۹۸ از کارزار انتخاباتی کنار رفت و به تیم «دولت ساز» پیوست. معاونین وی بصیر سالنگی و ذوالفقار امید نیز به تیم «ثبات و همگرایی» به رهبری عبدالله عبدالله پیوستند.

### عبداللطیف پدرام
عبداللطیف پدرام در ۲۴ اسد (مرداد) ۱۳۹۸ کمپین انتخاباتی خود را در همایشی در کابل آغاز کرد. وی در اولین همایش خود صحبت از تقسیم افغانستان به زون‌های فدرالی و دادن صلاحیت تصمیم‌گیری به مردم در محلات و ادارات فدرال در مسائل اقتصادی، اجتماعی و نظامی کرد. وی همچنین وعده داد تا امنیت محلی شود تا افراد با توجه به شناختی که از منطقه خود دارد از خود دفاع کنند. وی همچنین وعده داد به جای فقط زبان فارسی و پشتو، همه زبان‌های مردم افغانستان به رسمیت شناخته شود. وی وعده داد که می‌خواهد در چارچوب فدرالیسم دولت - ملت‌سازی کند. وی مدعی شد که اشرف غنی می‌خواهد دولت - ملت‌سازی را در چارچوب یک قوم و حذف سایر اقوام انجام دهد. وی در بخش اقتصادی بحث ایجاد اقتصاد اجتماعی بازار را به جای اقتصاد باز مطرح کرد و شرح داد که در این ساختار اقتصادی، کارگران و زحمت‌کشان نیز علاوه به معاش (حقوق) در سود ناشی از تولیدات نیز سهیم خواهند بود. وی همچنین از به رسمیت شناختن مرز دیورند تأکید کرد.

### عبدالله عبدالله
عبدالله عبدالله در گردهمایی‌های خود با توجه به گفتگوهای صلح خواستار روی کار آمدن حکومت جدید از طریق انتخابات شد و بیان کرد که دولت آینده باید از تمامی حقوق و دست‌آوردهای مردم افغانستان حفاظت کند.

### عنایت‌الله حفیظ
عنایت‌الله حفیظ هدف خود از نامزدی در انتخابات ریاست‌جمهوری را تطبیق عدالت بیان کرد. وی نام تیم انتخاباتی خود را «خادمین ملت افغانستان» معرفی کرده بود. وی دلیل جنگ در افغانستان را به عوامل داخلی نسبت داده‌است. وی در ۳۱ سنبله/شهریور، یک هفته قبل از روز برگزاری انتخابات با انتشار تصویر ۲ معاونش در دیدار با محمد اشرف غنی، خبر از معرفی دو معاون دیگر داد.

### غلام فاروق نجرابی
غلام فاروق نجرابی که در چهار انتخابات گذشته که حضور داشته، شعار خود را «دولت حاکم، حکومت سالم، ملت قایم، حریت دایم و امنیت ناظم» اعلان کرده‌است. وی خواستار حکومت مقتدر مرکزی است. وی در مصاحبه با رسانه‌ها گفته بود که در صورت پیروزی، نیروهای خارجی را از افغانستان خارج می‌کند. وی باورمند به «نظام جماعت اسلامی» است و به نظر او نظام «ریاستی متمرکز و غیرمتمرکز» غیرقابل قبول است.

### فرامرز تمنا
فرامرز تمنا جوان‌ترین نامزد انتخابات ریاست‌جمهوری ۱۳۹۸ افغانستان بود؛ و محور برنامه‌های دسته انتخاباتی خود را دربارهٔ آموزش و اشتغال جوانان، توسعه و سیاست خارجی افغانستان اعلام کرد. وی شعار تیم خود را «تدبیر و توسعه» اعلام کرد. وی در خصوص طالبان مدعی شده بود که طالبان ایدئولوگ باید شریک قدرت سیاسی شوند و برای طالبان کار و حقوق در نظر گرفته شود. وی به‌طور جدی از اجرای حکم اعدام حمایت کرد. تمنا همچنین خواستار نظام ریاستی غیر متمرکز بود و خواستار اعطای اختیارات اداری به ولایت‌های افغانستان بود.

### گلبدین حکمتیار
گلبدین حکمتیار در گردهمایی‌های انتخاباتی که برگزار کرده بود، رسیدن به صلح را یک ضرورت دانست و در صورت رسیدن صلح یک حکومت موقت که مورد قبول همه باشد توافق خواهد شد.

### محمد ابراهیم الکوزی
محمد ابراهیم الکوزی با شعار «تعهد و عمل» وارد کارزار انتخاباتی شد. وی در ۱۷ اسد (مرداد) ۱۳۹۸ در یک نشست خبری به وضعیت امنیتی اعتراض کرده و دولت را متهم کرده‌است که در تأمین امنیت نامزدان بی‌توجه است. وی دلیل آغاز نکردن کارزارهای انتخاباتی‌اش را اطمینان نداشتن از امنیت خود و هوادارانش گفته و هشدار داد که در صورتی که حکومت به تأمین امنیت نامزدان و به خصوص شخص خود او توجه نکند، انتخابات را تحریم می‌کند. وی توجه به کشاورزی و برگزاری گردهمایی بزرگ (لویه جرگه) را از برنامه‌های خود اعلان کرد. وی بعدها به تیم دولت ساز به رهبری محمد اشرف غنی پیوست و ادامه کارزار انتخاباتی انصراف داد.

### محمد اشرف غنی
محمد اشرف غنی در گردهمایی‌هایی که برگزار کرده بود از نظام جمهوریت (ریاستی متمرکز) دفاع کرده بود و اعلام کرد که در صورت پیروزی این نظام را حفظ خواهد کرد. وی مدعی شد که «حساب دادن و حساب گرفتن بدون جمهوریت امکان‌پذیر نیست». وی همچنین وعده مقابله افراد زورمند را داد و اعلام کرد که افراد زورمند را همانند دوره ۵ ساله گذشته از سیاست دور خواهد کرد.

### محمد حنیف اتمر
در هفته اول ماه اسد (مرداد) ۱۳۹۸ خبرهایی از متلاشی شدن تیم صلح و اعتدال به رهبری حنیف اتمر در رسانه‌ها منتشر شد. برخی منابع به رسانه‌ها اعلام کردند که یونس قانونی از معاونیت اول حنیف اتمر کناره‌گیری کرده‌است. همچنین گفته می‌شد که افراد برجسته دیگری همچون عطا محمد نور، محمد اسماعیل‌خان، بسم‌الله خان محمدی نیز از تیم انتخاباتی حنیف اتمر کناره‌گیری کرده‌اند. افراد نزدیک به محمد یونس قانونی دلیل کناره‌گیری این افراد را خلف وعده حنیف اتمر در خصوص تغییر نظام مدیریتی کشور از ریاستی متمرکز به صدارتی-پارلمانی غیر متمرکز اعلام کرده بود. حنیف اتمر هرچند در ابتدا وعده تغییر را داده بود، اما با شروع کارزارهای انتخاباتی در پسرهای انتخاباتی وی و همچنین در مصاحبه‌ای که با تلویزیون طلوع داشت، صحبت از نظام ریاستی کرده بود. برخی منابع اختلافات در تیم صلح و اعتدال را بحث بر سر اعلام کرسی نخست‌وزیری برای عطا محمد نور اعلام کرده بودند. محمد حنیف اتمر در این باره اعلام کرد که لویه جرگه‌ای برگزار خواهد شد و مردم در این باره تصمیم خواهند گرفت. در ۱۷ اسد (مرداد) ۱۳۹۸ تیم صلح و اعتدال اعلام کرد که کمپین‌های انتخاباتی‌اش را به حالت تعلیق درآورده است. دسته انتخاباتی صلح و اعتدال در اعلامیه خود بیان کرده بود که: «روند ملی انتخابات به دلیل اقدامات غیرقانونی و بی‌باکانه تیم حاکم خدشه دار شده و اعتبار خود را از دست داده‌است». این دسته انتخاباتی ارگ را به مداخله در امور انتخاباتی متهم کرده و بیان کرده که با دوام چنین وضعیت هیچ اطمینانی در مورد شفافیت انتخابات و فضای آزاد و عادلانه برای انتخابات وجود ندارد. محمد محقق معاون دوم حنیف اتمر اختلاف‌ها میان اعضای رهبری تیم صلح و اعتدال را تأیید کرد و احتمال خروج اعضای دستهٔ صلح و اعتدال و همکاری با تیم‌های انتخاباتی دیگر را داد. حزب متحد مردم افغانستان به رهبری وحیدالله سباوون در نامه‌ای خبر جدایی این حزب از تیم صلح و اعتدال را به دلیل خواست‌های غیرقانونی اعضای رهبری این دسته را داد. محمد محقق معاون دوم حنیف اتمر در ۳۱ اسد (مرداد) ۱۳۹۸ به تیم عبدالله عبدالله پیوست. محقق در نشستی دلیل جدایی خود از تیم اتمر را اولویت دادن اتمر به صلح و قرار گرفتن پروسه انتخابات در اولویت دومش اعلام کرد.

### محمد شهاب حکیمی
محمد شهاب حکیمی در گردهمایی‌های خود بر تأمین صلح تأکید کرد. وی اولویت تیم خود را رسیدن به صلح اعلام کرد. وی در مصاحبه با رسانه‌ها گفته بود که در صورت پیروزی «رابطه افغانستان با ناتو و آمریکا را مانند جاپان/ژاپن و کوریا/کره جنوبی» می‌سازد. و اگر در حکومت وی کسی به ناحق کشته شود، استعفا می‌دهد.

### نورالحق علومی
وی به نفع محمد اشرف غنی از ادامه کارزار انتخاباتی انصراف داد و از تیم محمد اشرف غنی اعلان حمایت کرد.

### نورالله جلیلی
سید نورالله جلیلی با شعار «مادر وطن» وارد کارزار انتخاباتی شد. نخستین برنامه ولایتی پیکارهای انتخاباتی‌اش را در ننگرهار برگزار کرد و در بین هوادارانش اعلام کرد که برای رسید به صلح با طالبان حاضر است از ارگ نیز بگذرد. وی در مصاحبه‌ای مدعی شده بود که در صورت پیروزی به گردهمایی مشورتی «لویه جرگه مشورتی» مراجعه کرده و تمامی خواسته‌های طالبان را قبول خواهد کرد. وی صلح در افغانستان را اولویت اصلی در دولت خود (در صورت پیروزی) خواهد دانست.

### نور رحمان لیوال
نور رحمان لیوال با شعار «مسئولیت و عدالت» وارد کارزار انتخاباتی شده‌است. وی باور دارد با ایجاد حس مسئولیت پذیری در کشور، می‌توان عدالت را نیز اجرا کرد و مشکل کشور را نبود حس مسئولیت پذیری می‌داند.

## چالش‌ها

### هزینه انتخابات
کمیسیون مستقل انتخابات هزینه انتخابات پیش رو را ۱۹۲ میلیون دلار پیش‌بینی کرده‌است. اما بعدها اعلام شد که ۱۴۹ میلیون دلار بودجه برای این انتخابات تعیین شده‌است. ۹۰ میلیون آن از بودجه دولت افغانستان تأمین خواهد شد. ۵۹ میلیون دیگر از سوی همکاران بین‌المللی پرداخت می‌شود. برخی کشورهای حامی افغانستان کمک‌های نقدی برای برگزاری این انتخابات متقبل شده‌اند.

#### کشورهای حمایت کننده
- ایالات متحده آمریکا: ۲۹ میلیون دلار از هزینه برگزاری انتخابات را کشور آمریکا بر عهده گرفته‌است.[۸]
- بریتانیا: بریتانیا اعلام آمادگی کرده‌است که ۸ میلیون پوند برای برگزاری انتخابات ریاست‌جمهوری کمک کند.[۴۸]

### تشکیل دولت موقت
طبق ماده شصت و یکم قانون اساسی افغانستان، وظیفه رئیس‌جمهور در اول جوزای ۱۳۹۸ پایان می‌یافت به همین منظور برخی از نامزدها ادامه دوره ریاست‌جمهوری محمد اشرف غنی را پس از این تاریخ را خلاف قانون اساسی می‌دانستند و به همین منظور، ۱۱ تن از نامزدها خواستار تشکیل دولت سرپرست شدند، این نامزدها در طرحی که مطرح کرده بودند، خواستار اعمال محدودیت در صلاحیت‌های دولت در عزل و نصب، دسترسی به منابع دولتی و انتخابات شدند. اشرف غنی این طرح را رد و اعلام کرد تا زمان تعیین شدن رئیس‌جمهور در پی برگزاری انتخابات ریاست‌جمهوری در قدرت می‌ماند. دادگاه عالی افغانستان ادامه کار رئیس‌جمهوری کنونی افغانستان را تا بعد از انتخابات ریاست‌جمهوری که قرار است به تاریخ ششم میزان/مهر سال جاری برگزار شود، تأیید کرد.

### امنیت
طالبان این انتخابات را تحریم کرد و تهدید کرد که شبه‌نظامیان این گروه هر آنچه که بتوانند برای جلوگیری از برگزاری آن انجام خواهند داد و در عین حال به مردم عادی هشدار داد که از حضور در تجمعات انتخاباتی به دلیل اینکه هدف حملات این گروه قرار می‌گیرد بپرهیزند. سازمان عفو بین‌الملل در واکنش به تهدید طالبان، آن را بی‌احترامی به حیات انسانی دانست. دفتر هیئت معاونت سازمان ملل متحد در کابل یا یوناما نیز حمله به مراکز رأی دهی و هدف قرار دادن رأی‌دهندگان را نقض قوانین بین‌المللی و جرم دانست.

#### در روز انتخابات
وزارت امور داخله افغانستان در یک نشست خبری پس از پایان برگزاری انتخابات خبر از دفع ۶۸ حمله توسط نیروهای امنیتی را گزارش داد. طبق گفته مقامات امنیتی، طالبان نتوانستند باعث اخلال در انتخابات شوند. در جریان انتخابات از بین نیروهای امنیتی ۲ پلیس و ۲ سرباز ارتش کشته شدند و ۳۷ نفر از مأموران امنیتی زخمی شدند. بر اساس دیگر گزارش‌ها از سراسر افغانستان، ۴ تن کشته از جمله یک زن و یک کودک و ۷۲ نفر زخمی شدند که بسیاری از آنان را غیرنظامیان تشکیل می‌داد.

#### بسته شدن مراکز رأی‌دهی
کمیسیون مستقل انتخابات برای روز انتخابات ریاست‌جمهوری، ۷۳۸۵ مرکز رأی‌گیری را در نظر گرفته بود؛ اما با بررسی نهادهای امنیتی، روشن شد که تنها ۴۹۴۲ مرکز می‌تواند باز باشد و بیش از دو هزار مرکز به دلیل مشکلات امنیتی بسته خواهد بود. هرچند پیش‌بینی می‌شود که تعداد مراکز رأی‌دهی بسته شده تا روز انتخابات افزایش یابد. فراه با ۱۷۴مرکز بسته، هرات با ۱۶۲ مرکز بسته، غزنی با ۱۵۹ مرکز بسته، هلمند با ۱۵۰ مرکز بسته و بادغیس با ۱۳۶ مرکز بسته، جزء ۵ ولایت نخست هستند که بیشترین مراکز بستهٔ رای‌دهی را دارند. بامیان، پنجشیر و کابل جزء کمترین مراکز بسته در این انتخابات هستند.

### تقلب انتخاباتی
انتخابات در افغانستان همواره با تقلب گسترده روبرو شده بوده‌است. در این انتخابات کمیسیون مستقل انتخابات برای مبارزه مدعی شده بود که با نصب فهرست دیجیتالی رأی‌دهندگان در دستگاه بیومتریک می‌تواند از ۹۰ درصد تقلب‌های سازمان یافته در انتخابات ریاست‌جمهوری جلوگیری کند. کمیسیون مستقل انتخابات افغانستان ۲۹ هزار دستگاه بیومتریک برای مراکز رأی‌دهی و ۵ هزار دستگاه ذخیره نیز به مراکز رأی‌دهی فرستاده‌است. این مقدار دستگاه دستگاه بیومتریک برای ثبت مشخصات نه میلیون رأی‌دهنده در نظر گرفته شده‌است. نهادهای ناظر انتخابات با توجه به تعداد رأی دهندگان و زمان، تعداد دستگاه‌های بیومتریک را کافی نمی‌داند. این نهادها مدعی شده‌اند که برای هر محل رای‌دهی بیش از ۳۰۰ نفر حضور یابند، اما برای هر محل فقط ۱ دستگاه در نظر گرفته شده‌است. برخی از نامزدها و افراد سیاسی نیز مدعی شده‌اند که دستگاه‌هایی که کمیسیون مستقل انتخابات خریده‌است توان درست شناخت تمامی انگشتان رأی‌دهنده و نیز تصویر رأی دهنده را ندارد و کمیسیون را متهم به زمینه‌سازی برای مهندسی انتخابات کردند. هرچند ریاست‌جمهوری و کمیسیون مستقل انتخابات این ادعاها را رد می‌کند. کمیسیون مستقل انتخابات اعلان کرد که آرایی که از طریق دستگاه بیومتریک ثبت نشود اعتبار ندارد.

#### تفکیک آراء
در این انتخابات برای جلوگیری از تقلب از دستگاه‌های بیومتریک استفاده شد. کمیسیون مستقل انتخابات پس از برگزاری انتخابات اعلام کرد که پس از اینکه تمامی دستگاه‌های بیومتریک به کمیسیون برسد طی دو مرحله اقدام به تفکیک آراء خواهد زد. در مرحله اول آراء بیومتریک شده از آرای غیر بیومتریک تفکیک و در مرحله دوم، آرای بیومتریک شده نیز برای دریافتن مشکلات و تخلفات احتمالی بررسی و تصفیه خواهد شد. این کمیسیون همچنین اعلام کرد که برخی از دستگاه‌های بیومتریک ناپدید و حافظه برخی دیگر دستگاه‌ها نابود شده که بعداً بر سر اعتبار آراء چنین محل‌هایی تصمیم گرفته خواهد شد.

### تهدید به مرگ رئیس اجرائی تیفا
نعیم ایوب زاده، رئیس اجرایی بنیاد انتخابات شفاف افغانستان «تیفا» مدعی شده بود که به دلیل ارایه معلومات از روند انتخابات از سوی تیم دولت‌ساز تهدید به مرگ شده‌است. هرچند سخنگوی تیم دولت ساز این ادعا را رد کرد و خواستار ارائه مدارک به نهادهای عدلی و قضائی شده‌است.

## نظرسنجی
جدول زیر نتایج دو نظرسنجی است که از طرف بنیاد انتخابات شفاف افغانستان در دو نوبت گرفته شده‌است.
| \| نظرسنجی انتخابات \| نظرسنجی انتخابات \| نظرسنجی انتخابات \| نظرسنجی انتخابات \| نظرسنجی انتخابات \| \| -------------------------------------------------------------------------------------------------------- \| ---------------- \| ---------------- \| ---------------- \| ---------------- \| \| نامزد \| دوره‌ها \| \| درصد \| تغییرات \| \| عبدالله عبدالله \| دور اول \| \| ۹٫۱۴٪ \| +10.27% \| \| عبدالله عبدالله \| دور دوم \| \| ۱۹٫۴۱٪ \| +10.27% \| \| محمداشرف غنی \| دور اول \| \| ۱۳٫۴۵٪ \| +5.2% \| \| محمداشرف غنی \| دور دوم \| \| ۱۸٫۶۵٪ \| +5.2% \| \| رحمت‌الله نبیل \| دور اول \| \| ۷٫۰۳٪ \| +0.23% \| \| رحمت‌الله نبیل \| دور دوم \| \| ۷٫۲۶٪ \| +0.23% \| \| گلبدین حکمتیار \| دور اول \| \| ۰٫۵۲٪ \| +3.66% \| \| گلبدین حکمتیار \| دور دوم \| \| ۴٫۱۸٪ \| +3.66% \| \| احمد ولی مسعود \| دور اول \| \| ۱٫۱۶٪ \| +1.29% \| \| احمد ولی مسعود \| دور دوم \| \| ۲٫۴۵٪ \| +1.29% \| \| نورالله جلیلی \| دور اول \| \| ۰٫۰۳٪ \| +2.35% \| \| نورالله جلیلی \| دور دوم \| \| ۲٫۳۸٪ \| +2.35% \| \| فرامرز تمنا \| دور اول \| \| ۱٫۵۸٪ \| +0.25% \| \| فرامرز تمنا \| دور دوم \| \| ۱٫۸۳٪ \| +0.25% \| \| محمد شهاب حکیمی \| دور اول \| \| ۰٫۱۲٪ \| +0.83% \| \| محمد شهاب حکیمی \| دور دوم \| \| ۰٫۹۵٪ \| +0.83% \| \| عبدالطیف پدرام \| دور اول \| \| ۲٫۶۱٪ \| -1.78% \| \| عبدالطیف پدرام \| دور دوم \| \| ۰٫۸۳٪ \| -1.78% \| \| نورالحق علومی \| دور اول \| \| ۰٫۲۱٪ \| +0.33% \| \| نورالحق علومی \| دور دوم \| \| ۰٫۵۴٪ \| +0.33% \| \| محمد حکیم تورسن \| دور اول \| \| ۰٫۶۷٪ \| -0.25% \| \| محمد حکیم تورسن \| دور دوم \| \| ۰٫۴۲٪ \| -0.25% \| \| عنایت‌الله حفیظ \| دور اول \| \| ۰٫۰۸٪ \| +0.31% \| \| عنایت‌الله حفیظ \| دور دوم \| \| ۰٫۳۹٪ \| +0.31% \| \| محمد حنیف اتمر \| دور اول \| \| ۵٫۵۸٪ \| -5.4% \| \| محمد حنیف اتمر \| دور دوم \| \| ۰٫۱۸٪ \| -5.4% \| \| غلام فاروق نجرابی \| دور اول \| \| ۰٫۱۶٪ \| -0.01% \| \| غلام فاروق نجرابی \| دور دوم \| \| ۰٫۱۵٪ \| -0.01% \| \| محمد ابراهیم الکوزی \| دور اول \| \| ۰٫۱٪ \| -0.01% \| \| محمد ابراهیم الکوزی \| دور دوم \| \| ۰٫۰۹٪ \| -0.01% \| \| نور رحمان لیوال \| دور اول \| \| ۰٫۰۵٪ \| 0% \| \| نور رحمان لیوال \| دور دوم \| \| ۰٫۰۵٪ \| 0% \| \| شیدا محمد ابدالی \| دور اول \| \| ۰٫۰۵٪ \| 0% \| \| شیدا محمد ابدالی \| دور دوم \| \| ۰٫۰۵٪ \| 0% \| \| زلمی رسول \| دور اول \| \| ۰٫۲۴٪ \| -0.22% \| \| زلمی رسول \| دور دوم \| \| ۰٫۰۴٪ \| -0.22% \| \| جدول نتایج نظرسنجی‌هایی که از طرف بنیاد انتخابات شفاف افغانستان (تیفا) در دو دوره برگزار شده بود.[۶۴][۶۵] \| \| \| \| \| |         |  |        |         |
| نظرسنجی انتخابات |         |  |        |         |
| نامزد | دوره‌ها  |  | درصد   | تغییرات |
| عبدالله عبدالله | دور اول |  | ۹٫۱۴٪  | +10.27% |
| عبدالله عبدالله | دور دوم |  | ۱۹٫۴۱٪ | +10.27% |
| محمداشرف غنی | دور اول |  | ۱۳٫۴۵٪ | +5.2%   |
| محمداشرف غنی | دور دوم |  | ۱۸٫۶۵٪ | +5.2%   |
| رحمت‌الله نبیل | دور اول |  | ۷٫۰۳٪  | +0.23%  |
| رحمت‌الله نبیل | دور دوم |  | ۷٫۲۶٪  | +0.23%  |
| گلبدین حکمتیار | دور اول |  | ۰٫۵۲٪  | +3.66%  |
| گلبدین حکمتیار | دور دوم |  | ۴٫۱۸٪  | +3.66%  |
| احمد ولی مسعود | دور اول |  | ۱٫۱۶٪  | +1.29%  |
| احمد ولی مسعود | دور دوم |  | ۲٫۴۵٪  | +1.29%  |
| نورالله جلیلی | دور اول |  | ۰٫۰۳٪  | +2.35%  |
| نورالله جلیلی | دور دوم |  | ۲٫۳۸٪  | +2.35%  |
| فرامرز تمنا | دور اول |  | ۱٫۵۸٪  | +0.25%  |
| فرامرز تمنا | دور دوم |  | ۱٫۸۳٪  | +0.25%  |
| محمد شهاب حکیمی | دور اول |  | ۰٫۱۲٪  | +0.83%  |
| محمد شهاب حکیمی | دور دوم |  | ۰٫۹۵٪  | +0.83%  |
| عبدالطیف پدرام | دور اول |  | ۲٫۶۱٪  | -1.78%  |
| عبدالطیف پدرام | دور دوم |  | ۰٫۸۳٪  | -1.78%  |
| نورالحق علومی | دور اول |  | ۰٫۲۱٪  | +0.33%  |
| نورالحق علومی | دور دوم |  | ۰٫۵۴٪  | +0.33%  |
| محمد حکیم تورسن | دور اول |  | ۰٫۶۷٪  | -0.25%  |
| محمد حکیم تورسن | دور دوم |  | ۰٫۴۲٪  | -0.25%  |
| عنایت‌الله حفیظ | دور اول |  | ۰٫۰۸٪  | +0.31%  |
| عنایت‌الله حفیظ | دور دوم |  | ۰٫۳۹٪  | +0.31%  |
| محمد حنیف اتمر | دور اول |  | ۵٫۵۸٪  | -5.4%   |
| محمد حنیف اتمر | دور دوم |  | ۰٫۱۸٪  | -5.4%   |
| غلام فاروق نجرابی | دور اول |  | ۰٫۱۶٪  | -0.01%  |
| غلام فاروق نجرابی | دور دوم |  | ۰٫۱۵٪  | -0.01%  |
| محمد ابراهیم الکوزی | دور اول |  | ۰٫۱٪   | -0.01%  |
| محمد ابراهیم الکوزی | دور دوم |  | ۰٫۰۹٪  | -0.01%  |
| نور رحمان لیوال | دور اول |  | ۰٫۰۵٪  | 0%      |
| نور رحمان لیوال | دور دوم |  | ۰٫۰۵٪  | 0%      |
| شیدا محمد ابدالی | دور اول |  | ۰٫۰۵٪  | 0%      |
| شیدا محمد ابدالی | دور دوم |  | ۰٫۰۵٪  | 0%      |
| زلمی رسول | دور اول |  | ۰٫۲۴٪  | -0.22%  |
| زلمی رسول | دور دوم |  | ۰٫۰۴٪  | -0.22%  |
| جدول نتایج نظرسنجی‌هایی که از طرف بنیاد انتخابات شفاف افغانستان (تیفا) در دو دوره برگزار شده بود. |         |  |        |         |

## روز انتخابات
انتخابات با حضور ۱۳ نماینده در ششم میزان/مهر در ساعت ۷ صبح به‌وقت کابل شروع شد و قرار بود تا ساعت ۳ بعد از ظهر ادامه پیدا کند، اما کمیسیون مستقل انتخابات برای مشارکت بیشتر افراد آن را دو ساعت تمدید کرد. ۵ نامزد از ادامه حضور در انتخابات یا کناره‌گیری کردند یا به تیم دیگری پیوستند. کمیسیون مستقل انتخابات بعدها اعلان کرد که در روز انتخابات ۴ هزار و ۶۸۴ مرکز باز گزارش شده و ۶۹۸ مرکز در سراسر افغانستان بسته بوده‌اند. اما نهاد انتخابات آزاد و عادلانه (فیفا) اعلام کرد که بر اساس یافته‌های این نهاد در روز انتخابات ۳ هزار و ۸۹۱ مرکز در افغانستان باز بوده‌است. کمیسیون مستقل انتخابات اعلام کرد که در روز انتخابات دو میلیون و ۶۹۵ هزار و ۸۹۰ نفر در سراسر افغانستان در انتخابات روز ششم میزان/مهر شرکت کرده‌است. هرچند اعلان کرد که آمار شرکت‌کنندگان نهایی نیست و ممکن است تغییر کند.
کمیسیون مستقل دستگاه‌های بیومتریک برای نخستین بار در افغانستان به کار گرفت تا از تقلب در انتخابات جلوگیری کند. این دستگاه‌ها اثر انگشت و تصویر فرد رأی‌دهنده و زمان در صندوق انداختن برگ رأی را ثبت می‌کنند.

### میزان مشارکت
بر اساس نتایج اولیه انتخابات حدود یک میلیون و ۸۲۴ هزار و ۴۰۱ رای معتبر شناخته شده بود که ۳۱٪ آنان را زنان تشکیل می‌داد. بر اساس این اطلاعات حدود ۱۹ درصد از مجموع ۹٫۶ میلیون نفر که واجد شرایط بودند، رأی دادند.

## نتایج
طبق تقویم انتخابات افغانستان قرار بود که نتایج ابتدایی انتخابات در ۲۷ میزان (مهر) ۱۳۹۸ اعلام شود. نتایج ابتدایی انتخابات پس از حدود سه ماه تأخیر در ۱ جدی (دی) ۱۳۹۸ اعلان شد. بر اساس نتایج اولیه انتخابات، محمد اشرف غنی، توانسته بود که اکثریت آراء را کسب کند.

### بررسی شکایات انتخاباتی
بسیاری از نامزدهای انتخابات ریاست‌جمهوری نتایج ابتدایی انتخابات را قبول نکرده و اعلام نتایج ابتدایی از سوی کمیسیون مستقل انتخابات را «تقلبی» خواندند. نمایندگان معترض ۴۸ ساعت پس از اعلان نتایج ابتدایی انتخابات فرصت داشتند تا شکایات خود را در کمیسیون شکایات انتخاباتی درج کنند. کمیسیون شکایات انتخاباتی در نشستی که در ۵ دی/جدی ۱۳۹۸ برگزار کرده بود، اعلان کرد که بیش از ۱۶ هزار شکایت در مدت تعیین شده در این کمیسیون ثبت شده‌است. این کمیسیون اعلان کرد که حدود ۸ هزار شکایت مربوط به تیم ثبات و همگرایی به رهبری عبدالله عبدالله، بیش از ۴ هزار شکایت از تیم صلح و عدالت اسلامی به رهبری گلبدین حکمتیار و بیش از ۳ هزار شکایت از طرف تیم دولت ساز به رهبری محمد اشرف غنی به ثبت رسیده‌است. کمیسیون شکایات انتخاباتی همچنین اعلان کرد که این روند ممکن است بین ۳۷ تا ۳۹ روز طول بکشد.

### نتایج نهایی
کمیسیون مستقل انتخابات افغانستان در ۲۹ دلو (بهمن) ۱۳۹۸، محمد اشرف غنی را برنده این انتخابات اعلان کرد. هرچند بعدها چمن‌شاه اعتمادی، رئیس دارالانشای کمیسیون رسیدگی به شکایات انتخاباتی اعلان کرد که نتایج نهایی انتخابات ریاست‌جمهوری بدون هماهنگی با کمیسیون شکایات اعلام شده. دین‌محمد عظیمی، معاون کمیسیون مستقل رسیدگی به شکایات انتخاباتی نیز مدعی شد، در صورتی که فیصله‌های این کمیسیون از سوی کمیسیون انتخابات به صورت درست تطبیق می‌شد، بین ۶۵ تا ۸۰ هزار رأی باطل و نتایج نهایی انتخابات نیز تغییر می‌کرد. محمد اشرف غنی با کسب ۵۰٫۶۴ درصد آراء، به عنوان برنده این انتخابات معرفی شد. اشرف غنی پس از اعلان نتایج، پیروزی‌اش را به هوادارانش تبریک گفت.
| نامزد             | نتایج ابتدایی | نتایج ابتدایی | نتایج نهایی | نتایج نهایی | تفاوت آراء |
| نامزد             | آراء          | درصد          | آراء        | درصد        | تفاوت آراء |
| ----------------- | ------------- | ------------- | ----------- | ----------- | ---------- |
| محمداشرف غنی      | ۹۲۳٫۸۶۸       | ۵۰٫۶۴٪        | ۹۲۳٫۵۹۲     | ۵۰٫۶۴٪      | ۲۷۶- رأی   |
| عبدالله عبدالله   | ۷۲۰٫۹۹۰       | ۳۹٫۵۲٪        | ۷۲۰٫۸۴۱     | ۳۹٫۵۲٪      | ۱۴۹- رأی   |
| گلبدین حکمتیار    | ۷۰٫۲۴۲        | ۳٫۸۵٪         | ۷۰٫۲۴۱      | ۳٫۸۵٪       | ۱- رأی     |
| رحمت‌الله نبیل     | ۳۳٫۹۲۱        | ۱٫۸۶٪         | ۳۳٫۹۱۹      | ۱٫۸۶٪       | ۲- رأی     |
| فرامرز تمنا       | ۱۸٫۰۶۶        | ۰٫۹۹٪         | ۱۸٫۰۶۳      | ۰٫۹۹٪       | ۳- رأی     |
| سید نورالله جلیلی | ۱۵٫۵۲۶        | ۰٫۸۵٪         | ۱۵٫۵۱۹      | ۰٫۸۵٪       | ۷- رأی     |
| عبداللطیف پدرام   | ۱۲٫۶۰۸        | ۰٫۶۹٪         | ۱۲٫۶۰۸      | ۰٫۶۹٪       | ۰ رأی      |
| عنایت‌الله حفیظ    | ۱۱٫۳۷۴        | ۰٫۶۲٪         | ۱۱٫۳۷۵      | ۰٫۶۲٪       | ۱+ رأی     |
| محمد حکیم تورسن   | ۶٫۵۰۴         | ۰٫۳۶٪         | ۶٫۵۰۰       | ۰٫۳۶٪       | ۴- رأی     |
| احمدولی مسعود     | ۳٫۹۴۲         | ۰٫۲۲٪         | ۳٫۹۴۲       | ۰٫۲۲٪       | ۰ رأی      |
| محمد شهاب حکیمی   | ۳٫۳۲۴         | ۰٫۱۸٪         | ۳٫۳۱۸       | ۰٫۱۸٪       | ۶- رأی     |
| غلام فاروق نجرابی | ۱٫۶۰۶         | ۰٫۰۹٪         | ۱٫۶۰۸       | ۰٫۰۹٪       | ۲+ رأی     |
| نور رحمان لیوال   | ۸۶۵           | ۰٫۰۵٪         | ۸۵۵         | ۰٫۰۵٪       | ۱۰- رأی    |

## بحران انتخاباتی
تیم ثبات و همگرایی به ریاست عبدالله عبدالله، نتایج اعلان شده از سوی انتخابات ریاست‌جمهوری را مورد قبول ندانست و اعلان کرد که از روند انتخابات خارج می‌شود. عبدالله عبدالله اعلام کرد که از نظر تیم ثبات و همگرایی حدود ۳۰۰ هزار رأی مشکوک اعتبار داده شده و تصمیماتی در مغایرت با قانون گرفته شده‌است. عبدالله اعلان کرد که تیم ثبات و همگرایی «حکومت همه‌شمول» تشکیل می‌دهد. عبدالله عبدالله نتیجه انتخابات را «نتیجه دزدی انتخابات، کودتا بر مردم سالاری» خواند. عبدالرشید دوستم با حمایت از اعلام تشکیل دولت همه‌شمول توسط عبدالله عبدالله، از هوادارانش خواست که از حکومتی که قرار است عبدالله عبدالله اعلان کند، حمایت کنند. رحمت‌الله نبیل یکی از نامزدان این انتخابات خواستار ابطال نتیجه انتخابات و ایجاد «حکومت مصالحه ملی» شد. عبداللطیف پدرام یکی دیگر از نامزدان این انتخابات، نتیجه نهایی اعلان شده توسط کمیسیون مستقل انتخابات را تقلبی و غیرقابل قبول خواند. گلبدین حکمتیار نیز در نشستی خبری اعلام کرد که این انتخابات هیچگونه مبنای مشروعیت را از نگاه اشتراک مردم و شفافیت نداشته و باید انتخابات باطل و از سوی یک حکومت «قابل قبول همه» دوباره برگزار شود.
در نخستین واکنش‌های جهانی به اعلام نتیجهٔ نهایی انتخابات ریاست‌جمهوری، جوزپ بورل، مسئول سیاست خارجی اتحادیهٔ اروپا در یک تماس تلفنی با محمد اشرف غنی، نتیجه این انتخابات را تبریک گفت و اعلان کرد که اتحادیه اروپا آماده هرگونه همکاری با دولت جدید به رهبری آقای غنی همانند گذشته‌است. در واکنش به تماس، عبدالله عبدالله در نامه‌ای به مسئول سیاست خارجی اتحادیه اروپا، تبریک اعلام نتیجهٔ انتخابات از سوی جوزف بورل به محمد اشرف غنی را خلاف موضع‌گیری‌های اتحادیه اروپا در افغانستان خواند و آن را خلاف توقع مردم دانست. محمد کریم خلیلی که از حامیان ثبات و همگرایی بود، اعلان کرد که همکاران بین‌المللی افغانستان از میان «مردم» و «ارگ» یکی را انتخاب کنند. وی همچنین از همکاران بین‌المللی افغانستان خواست تا برای جلوگیری از رفتن افغانستان به سمت بحران نتیجه انتخابات را باطل اعلام کنند.
تیم ثبات و همگرایی پس از معرفی عبدالله عبدالله به عنوان رئیس‌جمهور دولت همه‌شمول، شروع به معرفی والی برای ولایت‌های افغانستان کرد. این تیم عبدالحی حیات را به عنوان والی جوزجان، محمدنور رحمانی را به عنوان والی سرپل و مصطفی محسنی را به عنوان والی بغلان معرفی کرد. والی پنجشیر، با حمایت از «دولت همه شمول» از طرف تیم ثبات و همگرایی در سمت این ولایت ابقا شد.

## تحلیف ریاست‌جمهوری
عبدالله عبدالله و محمد اشرف غنی که خود را پیروز این انتخابات می‌دانستند کمیسیون برگزاری مراسم تحلیف را ایجاد کردند. خبرگزاری رویترز بعدها به نقل از دو مقام آگاه گزارش کرد که آمریکا خواهان تعویق مراسم تحلیف اشرف غنی شده‌است. بعدها ریاست‌جمهوری افغانستان به صورت رسمی اعلام کرد که زمان برگزاری مراسم تحلیف رئیس‌جمهور غنی که قرار بود پنجشنبه ۸ حوت (اسفند) برگزار شود به ۱۹ حوت (اسفند) به تعویق افتاده‌است. وزارت امور خارجه آمریکا از تعلیق مراسم تحلیف رئیس‌جمهور توسط دولت افغانستان سپاس‌گزاری کرد. زلمی خلیل‌زاد نماینده ویژه ایالات متحده در امور افغانستان نیز از تعویق مراسم تحلیف اشرف غنی استقبال کرد و در توییتی نوشت: «تمامی رهبران سیاسی افغانستان باید از فراگیر بودن دولت جدید اطمینان حاصل کنند و این دولت باید منعکس کنندهٔ آرمان‌های تمام مردم افغانستان باشد».
عبدالله عبدالله و اشرف غنی با ارسال خبری روز ۱۹ حوت (اسفند) را به عنوان روز تحلیف ریاست‌جمهوری اعلام کردند. هرچند زلمی خلیل‌زاد، نمایندهٔ ویژهٔ وزارت خارجهٔ آمریکا برای صلح افغانستان، تدامیچی یاماموتو، نمایندهٔ خاص سازمان ملل متحد در افغانستان و سفارت آمریکا در کابل با ارگ و سپیدار جریان دارد تا برگزاری مراسم تحلیف دوطرف به تعویق بیفتد قرار است که مراسم تحلیف ریاست‌جمهوری اشرف غنی در ارگ و برای عبدالله در کاخ سپیدار برگزار شود. هرچند دیدارهایی میان دو تیم تشکیل شد، اما به نتیجه خاصی نرسید. پس از آنکه توافقی میان محمد اشرف غنی و عبدالله عبدالله صورت نگرفت هر دو تیم در ۱۹ حوت (اسفند) ۱۳۹۸ سوگند یاد کردند. آمریکا و بریتانیا از مخالفان تشکیل دولت موازی در افغانستان ابراز نگرانی کردند. محمد اشرف غنی، دو روز پس از مراسم تحلیف طی فرمانی، تشکیل ریاست اجراییه و تمامی ملحقات آن در ساختار حکومت را لغو کرد. پس از آن عبدالله عبدالله در صفحه فیس‌بوک خود نوشت که حکومت وحدت ملی پایان یافته و محمداشرف غنی دیگر رئیس‌جمهور نیست و به زودی رئیس اجراییه «دولت همه‌شمول» را رسماً معرفی می‌کند. وی همچنین تأکید کرد که فرمان‌ها و احکام اشرف غنی اعتبار ندارد و کارکنان نظامی و غیرنظامی ریاست اجراییه مثل سابق به وظایف و مسئولیت‌های روزمرهٔ‌شان ادامه دهند. تدامیچی یاماموتو در دیدار با عبدالله بر اهمیت اتحاد رهبران سیاسی افغانستان برای ایجاد یک حکومت همه‌شمول که برای همه قابل قبول و در مطابقت با قانون اساسی افغانستان باشد، تأکید کرد.

## توافق‌نامه
محمد اشرف غنی و عبدالله عبدالله در ۲۸ ثور (اردیبهشت) ۱۳۹۹ موافقت‌نامه‌ای را زیر نام «توافق‌نامهٔ سیاسی» امضا کردند. بر اساس توافق سیاسی، عبدلله عبدالله «از نظر تشریفات و پرتکل در مسائل مربوط به مصالحه ملی» جایگاه مقام دوم کشور را دارد. عبدالله عبدالله طبق این توافق‌نامه ریاست شورای عالی مصالحه را بر عهده دارد. عبدالرشید دوستم نیز در این توافق‌نامه به رتبه مارشالی ارتقاء داده شده و در عین زمان عضو شورای عالی دولت و شورای امنیت را خواهد داشت. ۵۰ درصد از اعضای کابینه دولت توسط تیم ثبات و همگرایی معرفی می‌شود و والیان نیز بر اساس یک قاعده مورد توافق دو جانب معرفی خواهند شد. شورای عالی مصالحه ملی (دبیرخانه) واحد بودجوی مستقل خواهد داشت و این بوده از طرف دولت تعیین می‌شود. همچنین این شورا می‌تواند از مراجع بین‌المللی نیز کمک بودجه‌ای دریافت کند. شورای عالی مصالحه صلح دارای دو بخش مجمع عمومی و کمیته رهبری است که کمیته رهبری شورا متشکل از رهبران سیاسی و شخصیت‌های ملی است. در این موافقت‌نامه آمده‌است از رهبرانی مانند برهان‌الدین ربانی، کریم خلیلی و پیر سیداحمد گیلانی تقدیر شود. همچین زمینه برای برگزاری شورای ولایتی و شورای ولسوالی به منظور تکمیل ارگان گردهمایی بزرگ (لویه جرگه) در زودترین زمان ممکن انجام خواهد شد. به منظور نظارت و اجرایی شدن این موافقت‌نامه پیش‌بینی شده‌است که به هیأتی میانجی صلاحیت داده می‌شود تا جلو نقض توافقنامه را بگیرد. مدت اعتبار این توافق‌نامه سیاسی تا ختم دوره حکومت اعلان شده‌است.

## برای مطالعهٔ بیشتر
- متن کامل توافق‌نامه‌ی سیاسی غنی و عبدالله